# Pietro d’Abano
Pietro d'Abano (magyarosan: abanói Péter) középkori orvos, asztrológus és bölcsész (Abano, 1257 körül – Padova, 1316 körül). 

## Életpályája
Konstantinápolyban és Párizsban tanult filozófiát és orvostant és mint orvos nagy hírnévre tett szert. Averroista filozófiai nézeteket vallott. Páduában nagy sikerrel gyógyított és tanított az egyetemen. Alkimista és asztrológiai nézetei miatt többször is megvádolták az inkvizíciónál hitetlenségért és varázslásért. Emiatt Párizsból menekülnie kellett. Páduában (Padova) az 1222 óta működő egyetemen elsőként kapott orvosi tanszéket, s a nagyhírűvé lett padovai orvosi iskola elindítója volt. Az inkvizíció Páduában ismét maga elé idézte és az inkvizíció börtönében halt meg. Halála után elégetésre ítélték, de cselédje ellopta a holttestét. Orvosi munkái nem nélkülözik a babonás elemeket sem. Műveit csak halála után adták ki.

## Művei

Conciliator differentiarum philosophorum et precipue medicorum

- Conciliator differentiarum philosophorum et praecipue medicorum – Mantua, 1472
- De venetis eorumque remedis – Mantua, 1472
- Liber compilationis physiognomiae – Padua, 1474.
- Expositio problematum Aristotelis – Mantua, 1475
- Quastiones de febribus – Padua, 1482
- Hippocratus libellus de medicorum astrologia – Venetiis, 1485
- Astrolabium planum it tabulis ascendens etc. cum tractatu natuvitatum – Venetiis, 1502
- Geomantia – Venetiis, 1549
- Opera artis. Heptameron seu Elementa magica – Parisiis, 1567

### Magyarul
- Heptameron avagy Pietro d'Abano bölcs mágikus elemei; ford. Tamás Csaba; Fraternitas Mercurii Hermetis, Onga, 2022